# Thomas Sandby

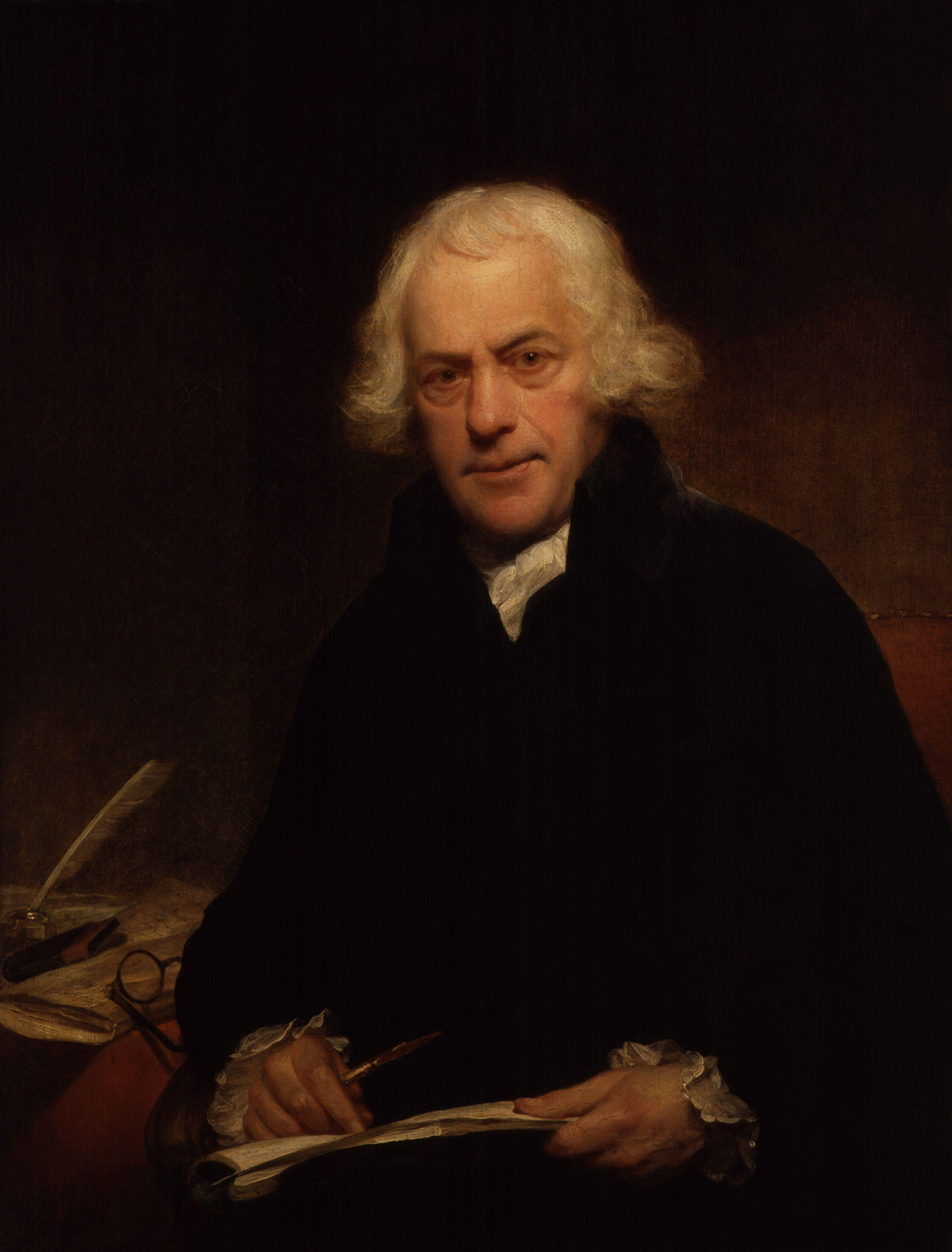
Thomas Sandby von William Beechey, 1792. National Portrait Gallery, London

Thomas Sandby (* 1721 in Nottingham, England; † 25. Juni 1798 in Windsor) war ein britischer Zeichner, Aquarellmaler, Architekt und Lehrer. Er war Gründungsmitglied der Royal Academy of Arts und ihr erster Professor für Architektur.

## Leben
Thomas Sandby wurde 1721 in Nottingham geboren. Er war der ältere Bruder des berühmten Aquarellisten Paul Sandby. Beide Brüder betrieben eine Zeichenschule in Nottingham, bevor sie 1741 nach London zogen. Dort wurde Thomas als militärischer Zeichner beim Ordnance Office im Tower of London angestellt. 1743 wurde Sandby Privatsekretär von William Augustus, Herzog von Cumberland. Er begleitete den Herzog auf seinen Feldzügen nach Schottland und in die Niederlande während des Österreichischen Erbfolgekrieges und fertigte militärische Zeichnungen an.

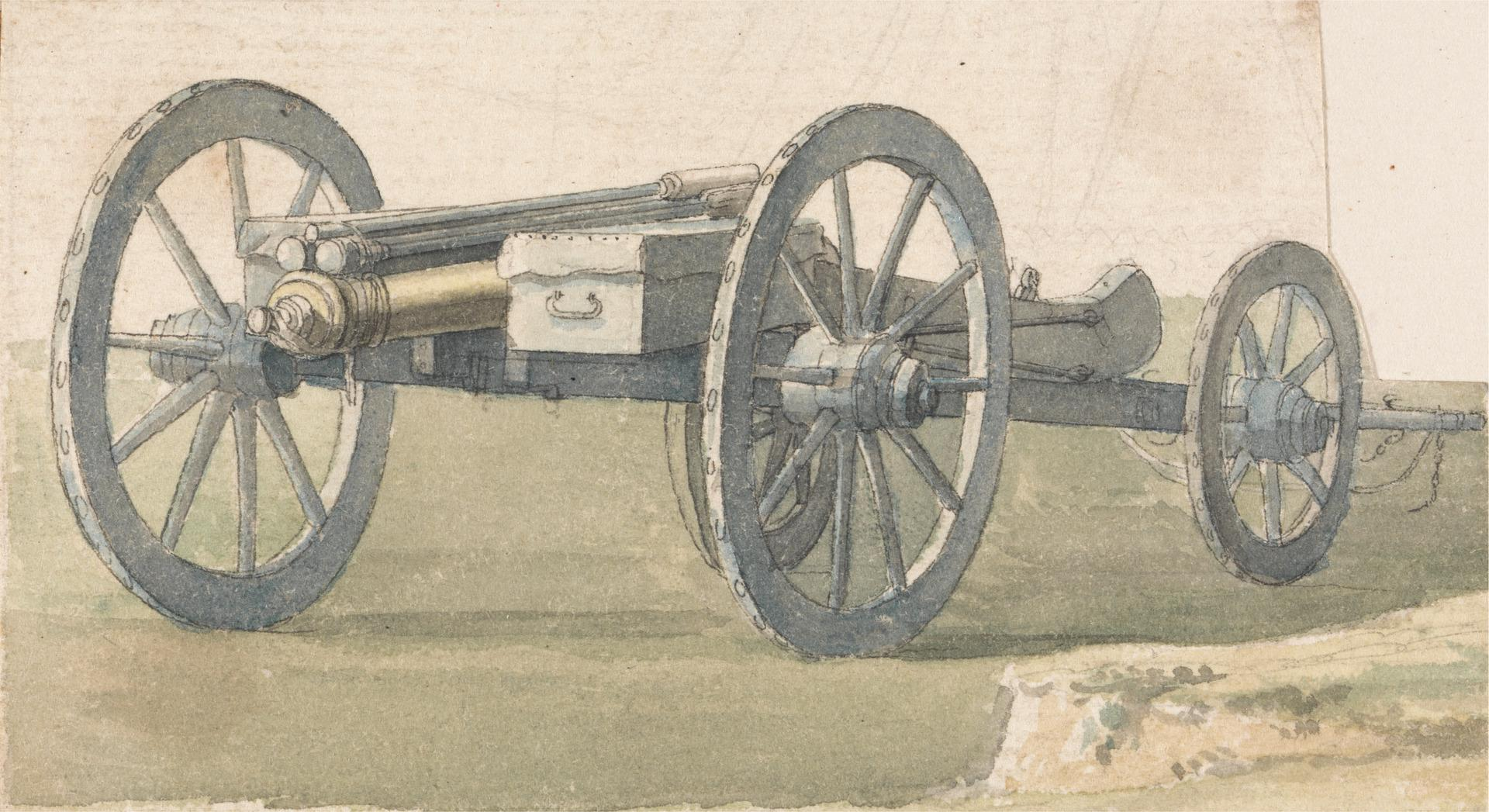
Thomas Sandby: Kanone, 1747. Yale Center for British Art

Nach dem Krieg wurde Sandby zum Deputy Ranger des Windsor Great Park ernannt. In dieser Funktion war er für umfangreiche Landschaftsgestaltungsmaßnahmen verantwortlich, unter anderem für die Anlage des Virginia Water Lake. Er wohnte in der Lower Lodge des Parks, während sein Bruder Paul in der Great Lodge (heute Cumberland Lodge) lebte. 1768 gehörte Sandby zu den 28 Gründungsmitgliedern der Royal Academy of Arts. Er wurde zum ersten Professor für Architektur ernannt und hielt von 1770 bis zu seinem Tod jährlich Vorlesungen. Sandby war zweimal verheiratet. Seine zweite Frau, Elizabeth Venables, heiratete er 1753. Sie hatten zehn Kinder, von denen ihn sechs überlebten. Thomas Sandby starb am 25. Juni 1798 in der Deputy Ranger’s Lodge in Windsor und wurde auf dem Friedhof von Old Windsor beigesetzt.

## Werk

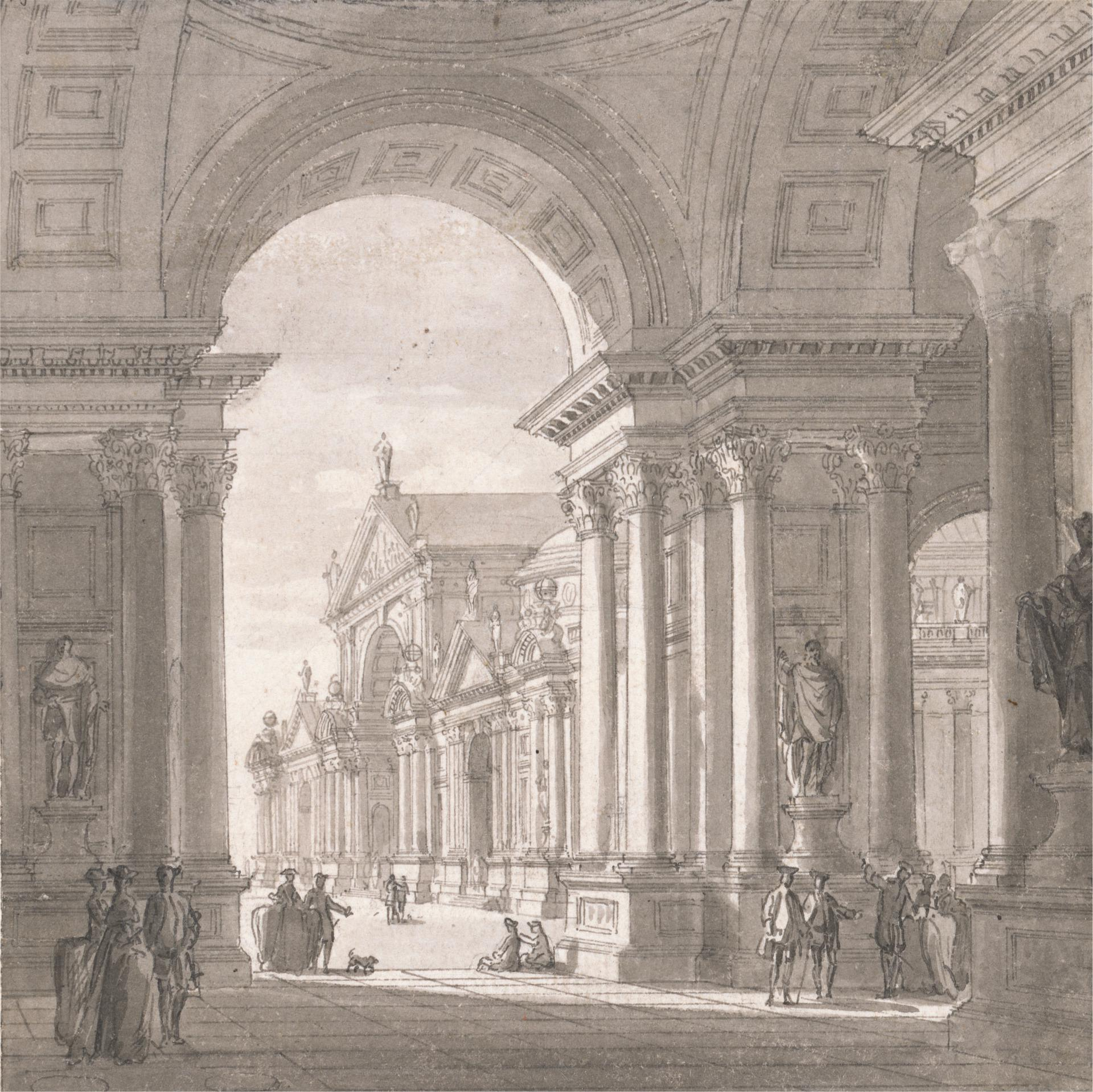
Thomas Sandby: Receipt for a Set of Six London Views, um 1758. Yale Center for British Art

Thomas Sandby war ein vielseitiger Künstler, der als Zeichner, Aquarellmaler und Architekt tätig war. Zu seinen frühen Werken gehören militärische Karten und Landschaftszeichnungen, die er während seiner Zeit beim Herzog von Cumberland anfertigte. Als Architekt entwarf er unter anderem die Freemason’s Hall in der Great Queen Street in London, ein bedeutendes Beispiel des Neoklassizismus, das jedoch 1932 abgerissen wurde. Seine Landschaftsgestaltungen im Windsor Great Park, insbesondere die Anlage des Virginia Water Lake, gelten als herausragende Beispiele für die Verbindung von Architektur und Landschaftskunst im 18. Jahrhundert. Thomas Sandby war auch ein Pionier in der Anwendung der Aquatinta-Technik in England, die er zusammen mit seinem Bruder Paul weiterentwickelte.